# (4331) Hubbard
(4331) Hubbard ist ein Hauptgürtelasteroid, der am 18. April 1983 von Norman G. Thomas vom Lowell-Observatorium aus entdeckt wurde.
Der Asteroid wurde nach Ralph Hubbard, dem Sohn von Elbert Hubbard und Experten für indianische Kultur, benannt.